# 国際酪農品協定
国際酪農品協定（こくさいらくのうひんきょうてい、英：International Dairy Agreement）は、1994年4月15日に作成され、1995年1月1日に発効し、1997年12月31日に終了した国際協定である。

## 概要
世界貿易機関を設立するマラケシュ協定の附属書4に含まれる4つの協定のひとつであった。同附属書に含まれる条約は複数国間貿易協定と呼ばれ、他の附属書に含まれる条約とは異なり一括受諾の対象とはされていない。このため、WTO加盟国すべてではなく、加盟国のうちでこれらの条約を別個に締結した国のみが拘束される。
内容は、酪農の分野における協力の改善が世界貿易の拡大及び自由化の達成に貢献するとの認識に基づいて、酪農品の需給、価格、貿易等に関する情報の交換、市況の検討、輸出締約国による最低価格の遵守、酪農品による食糧援助、この協定の運用のための国際酪農品理事会の設置等を定めるものであり、東京ラウンドの際に作成された「国際酪農品取極」を継承するものである。
国際酪農品協定は、第8条3の規定により、3年間効力を有し、失効の日の少なくとも80日前までに国際酪農品理事会が別段の決定を行わない限り、3年毎に有効期間が延長されるとされていたが、1997年9月30日の国際酪農品理事会は、国際酪農品協定の延長を行わないことを決定し、国際酪農品協定は、1997年12月31日に終了した。また失効にともないWTO協定第10条9に基づく一般理事会の1997年12月10日決定により附属書4から削除された。
延長しない理由として、協定の意義が次第に減退してきたことが挙げられる。米国等の主要な乳製品輸出国が国際酪農品取極から脱退し、国際酪農品協定にも参加しなかったこと、UR合意以降、国際価格が概ね堅調に推移していることから、最低輸出価格を設定することの意味が薄れ、協定を維持すること自体の意義が失われつつあった。また、過去2年間においては、乳製品に関する情報交換と年報の発行が協定の主たる活動内容となっていたが、他の国際機関（FAO等） でも類似の活動を行っていることから、その問題点を指摘する声も上がっていたとの指摘がある

## 協定の加盟国
アルゼンチン、ブラジル、ブルガリア（1995年11月14日）、チャド（1996年9月19日）、欧州連合、フィンランド、ハンガリー、日本（1995年1月27日）、ニュージーランド、ノルウェー、ルーマニア、スウェーデン、スイス、ウルグアイ
国名の後の日付は、当該国について発効の日。日付けのない国については1995年1月1日発効。

## 国際酪農品取極
国際酪農品協定の前身にあたる国際酪農品取極（こくさいらくのうひんとりきめ、英：International Dairy Arrangement）は、東京ラウンド交渉の一環として1979年4月12日に作成され、1980年1月1日に発効した国際協定である。国際酪農品協定の締結により、国際酪農品協定の締約国については、国際酪農品取極の廃棄とされた。基本的な内容は、酪農品の需給、価格、貿易等に関する情報の交換、市況の検討、輸出締約国による最低価格の遵守、酪農品による食糧援助である。

## 国際酪農品取極の加盟国
アルゼンチン（1982年10月1日）、オーストラリア（1982年2月1日）、オーストリア（1982年5月28日）、ブルガリア、エジプト（1988年4月22日）、フィンランド（1980年3月13日）、ハンガリー、日本、ニュージーランド、ノルウェー、ポーランド（1982年4月23日）、ルーマニア（1980年10月27日）、南アフリカ、スウェーデン、スイス、アメリカ合衆国、ウルグアイ（1980年7月18日）、ヨーロッパ経済共同体
国名の後の日付は、当該国について発効の日。日付けのない国については1980年1月1日発効。

## 国際酪農品取極からの脱退国
アメリカ合衆国が、1985年2月12日、オーストリアが1985年6月9日、それぞれ国際酪農品取極から脱退している。